# Arabis doumetii
Arabis doumetii är en korsblommig växtart som beskrevs av Ernest Saint-Charles Cosson. Arabis doumetii ingår i släktet travar, och familjen korsblommiga växter. Inga underarter finns listade i Catalogue of Life.